# Linia kolejowa nr 496
Linia kolejowa nr 496 – niezelektryfikowana, jednotorowa linia kolejowa łącząca przejście graniczne w okolicach Krzewiny Zgorzeleckiej ze stacją Hagenwerder.
Linia stanowi fragment korytarza transportowego Görlitz – Zittau tzw. Neißetalbahn oraz przebiega w bezpośrednim sąsiedztwie Nysy Łużyckiej. Linia wchodzi w skład linii kolejowej nr 6589 Zittau – Hagenwerder, odcinek Hagenwerder Grenze – Hagenwerder.